# BS11ニュース
BS11 NEWS（ビーエスイレブンニュース）は、かつて放送されていた日本BS放送（BS11）のニュース番組）。2007年12月放送開始、2013年10月4日終了。

## 概要
毎日新聞の協力により制作。番組末期の2013年9月時点で平日のみの放送で、月曜日から金曜日までの18:55 - 19:00（以下時間表記はJST）となっていた。
ヘッドライン形式で、ニュース映像もあるが、共同通信社や毎日新聞が撮影した写真を使用する場合もある（政治関連並び東京都内のニュースは自社取材映像で地方・海外ニュースは共同・毎日取材の写真を使用する）。
番組開始当初は平日で1日あたり7回の放送があったものの、2009年1月の改編で放送は平日夕方1回のみとなり、4月以降は昼に1回、10月以降は昼と夕方に放送されていたが、末期には再び平日夕方1回の放送となった。
番組終了によってBS11でのスポットニュース番組はなくなったが、2021年2月から『速報ニュース インサイドOUT』がスタートし、スポットニュース番組が事実上復活している。

## 出演
全放送期間、基本は毎日日替わりで女性キャスターが担当。

## 放送時間の変遷

### BS11開局当初
月曜 - 金曜
- 0:59 - 1:00（月曜日を除く）
- 2:59 - 3:00
- 4:59 - 5:00
- 10:50 - 11:00
- 12:28 - 12:30
- 18:45 - 18:58（7月からニュース枠を拡大して放送）
- 19:55 - 20:00（『大人の自由時間』に内包）

土曜日
- 2:59 - 3:00
- 4:59 - 5:00
- 9:55 - 10:00
- 12:50 - 13:00
- 18:25 - 18:30

日曜日
- 2:59 - 3:00
- 4:59 - 5:00
- 9:55 - 10:00
- 12:50 - 13:00
- 18:50 - 19:00

### 2009年1月 - 3月
- 月曜日 - 金曜日 18:45 - 19:00

### 2009年4月 - 6月
- 月曜日 - 金曜日 12:30 - 12:35

### 2009年7月 - 9月
- 月曜日 - 金曜日 12:57 - 13:00

### 2009年10月 - 2010年3月
- 月曜日 - 金曜日 11:29 - 11:30、17:59 - 18:00

### 2010年4月 - 2011年3月
- 月曜日 - 金曜日 17:29 - 17:30

### 2011年4月 - 2012年3月30日
- 月曜日 - 金曜日 18:25 - 18:30

### 2012年4月2日 - 9月28日
- 月曜日 - 木曜日 18:55 - 19:00
- 金曜日 18:25 - 18:30

### 2012年10月以降終了まで
- 月曜 - 金曜 18:55 - 19:00